# Pavel Královec

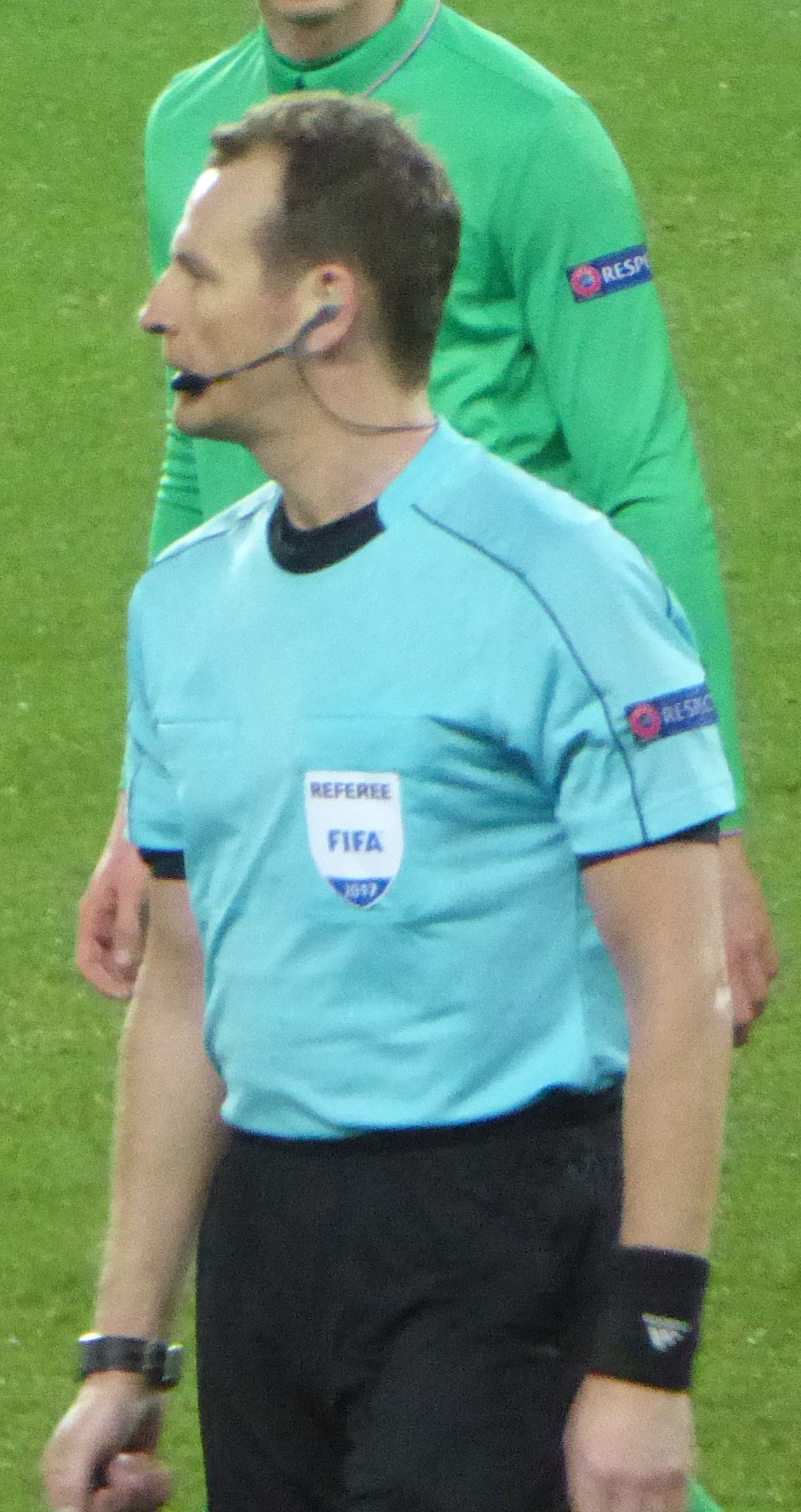
Pavel Královec

Pavel Královec (* 16. August 1977 in Domažlice) ist ein ehemaliger tschechischer Fußballschiedsrichter.

## Werdegang
Královec pfiff seit 2004 insgesamt 268 Begegnungen in der tschechischen ersten Liga, die meisten Spielleitungen eines Schiedsrichters in dieser Leistungsklasse. Ab 2005 war er FIFA-Schiedsrichter und leitete unter anderem Spiele im UEFA Cup, bei Qualifikationsbegegnungen für Welt- und Europameisterschaften und gab im Jahr 2011 sein Debüt in der UEFA Champions League. Nachdem er im Februar 2013 schon Benfica Lissabon gegen Bayer 04 Leverkusen pfiff, leitete er am 13. März 2013 das Achtelfinal-Rückspiel in der Champions League zwischen dem FC Bayern München und dem FC Arsenal.
Im Dezember 2015 gab die UEFA bekannt, dass Královec zu den 18 Schiedsrichtern gehört, die bei der Fußball-Europameisterschaft 2016 in Frankreich zum Einsatz kommen sollen. Dort leitete er zwei Vorrundenbegegnungen.
Im Dezember 2020 wurde er von der Schiedsrichterliste des tschechischen Fußballverbandes gestrichen, was gleichzeitig sein Ausscheiden von der FIFA-Liste nach sich zog, nachdem ein Telefonat mit dem wegen Spielmanipulations angeklagten Ex-Verbandsvizepräsidenten Roman Berbr öffentlich geworden war. Dieses hatte im Vorfeld des von Královec geleiteten Pokalendspiels 2020 zwischen Slovan Liberec und Sparta Prag (1:2) stattgefunden. Berbr wurde vorgeworfen, Královec zu Gunsten von Sparta beeinflusst haben zu wollen. Královec selber bestritt die Einflussnahme, kündigte jedoch im Sommer 2021 an, seine Schiedsrichterkarriere zu beenden.
Královec ist von Beruf Ingenieur. Er ist verheiratet und hat zwei Kinder.

## Einsätze bei der Fußball-Europameisterschaft 2016
| Phase        | Datum         | Spielort | Heimmannschaft | Gastmannschaft | Ergebnis  |
| ------------ | ------------- | -------- | -------------- | -------------- | --------- |
| Gruppenphase | 16. Juni 2016 | Lyon     | Ukraine        | Nordirland     | 0:2 (0:0) |
| Gruppenphase | 19. Juni 2016 | Lyon     | Rumänien       | Albanien       | 0:1 (0:1) |

## Weblink
- Pavel Královec in der Datenbank der tschechischen Fortuna:Liga (englisch)